# Gare de La Rochelle-Ville
Gare de La Rochelle-Ville vasútállomás Franciaországban, La Rochelle településen.

## Vasútvonalak
Az állomást az alábbi vasútvonalak érintik:
- Nantes–Saintes-vasútvonal
- Saint-Benoît-La Rochelle-Ville-vasútvonal

## Kapcsolódó állomások
A vasútállomáshoz az alábbi állomások vannak a legközelebb:
- Gare de La Rochelle-Porte Dauphine (Gare de La Rochelle-Porte Dauphine)
- Gare de Luçon
- Gare d’Aytré-Plage
- Gare de Surgères
- Gare de La Jarrie
- Gare de Châtelaillon